# نبيل صحراوي
نبيل صحراوي المدعو أبو إبراهيم مصطفى: (1966-2004) أمير الجماعة السلفية للدعوة والقتال من 2003 إلى 2004 وقبلها أمير المنطقة الخامسة في الجماعة الإسلامية المسلحة من 1995 إلى 1998.

## النشأة
كان نبيل صحراوي (26 سبتمبر 1966 – 20 يونيو 2004), المعروف باسم مطصفى أبو إبراهيم إسلاميًا متشددًا من الجزائر وكان رئيسًا للجماعة المتشددة التي حملت اسم الجماعة السلفية للدعوة والقتال (والتي عُرفت فيما بعد باسم تنظيم القاعدة في المغرب الإسلامي) من أغسطس 2003 وحتى وفاته في العام التالي.
ولد صحراوي في باتنة، الجزائر، في السادس والعشرين من أغسطس عام 1966.
ودرس حتى تحصل على شهادة مهندس دولة في الطاقة الحرارية. ظهرت عليه منذ ريعان شبابه ميولات إسلامية أيّام الدراسة الثّانوية، فبدأ التزامه الإسلامي بمسجد جعفر ابن أبي طالب بمدينة «باتنة».
ثمّ شارك نبيل صحراوي في أنشطة إسلاميّة مُتعدّدة، منها مساهمته في جمعيّة العلم والبرّ، وهي جمعيّة محليّة وظيفتها الدّعوة إلى الله وبذل أعمال الخير للنّاس، وكان أيضا عضوا في اللّجنة الدّينيّة للمسجد، ثمّ مع ظهور الجبهة الإسلامية للإنقاذ نهاية الثّمانينات انخرط أيضا في بعض أنشطتها.

## بداية العمل المُسلح
بعد توقيف المسار الانتخابي في يناير / كانون الثاني 1992 الموافق 1412 هـ، إثر تدخل الجيش، بدأ نبيل صحراوي الإعداد لحمل السلاح وتجنيد الشباب، فطُورد من طرف الأجهزة الأمنية لأجل ذلك يوم 5 ماي 1992، ثمّ واصل نشاطه ليلتحق نهائيّا بجبهات القتال خريف العام نفسه.
تولّى بعدها نبيل صحراوي إمارة بعض السّرايا في إطار جماعة المجاهدين بمنطقة الأوراس، ثمّ عُيّن أميرا على ولاية باتنة، عقب عمليّة سجن لامبيز؛ والتي تمّ خلالها هروب 1400 سجين - في 10 مارس 1994 الموافق 28 رمضان 1414 هـ- وهي العمليّة التي توحّدت فيها جميع الفصائل بولاية باتنة، وبعدها أعلن نبيل صحراوي انضمامه مع ولايته إلى الجماعة الإسلامية المسلحة تحت إمارة الشريف قوسمي المدعو (أبي عبد الله أحمد) بعد لقاء الوحدة في 13 مايو 1994.
عُيّن نبيل صحراوي بعدها أميراً للمنطقة الخامسة من طرف جمال زيتوني المدعو (أبو عبد الرحمن أمين) منتصف سنة 1995، وبقي عليها إلى غاية انشقاقه عن الجماعة الإسلامية المسلحة، وانضمامه للمنطقة الثانية بقيادة حسان حطاب في لقاء الوحدة الثّانية في إطار الجماعة السلفية للدعوة والقتال يوم الأربعاء 25 جمادى الأولى 1419 هـ، الموافق 16 سبتمبر 1998، وعُزل بعدها من إمارة المنطقة الخامسة وكُلّف بالعلاقات الخارجيّة لها.
وفي شهر جمادى الثانية 1424 هـ / 2003 وبعد اجتماع مجلس الأعيان للجماعة السّلفية للدّعوة والقتال، تمّ تعيين نبيل صحراوي رئيسا لمجلس الأعيان، ثمّ بعدها بشهر تمت مبايعته أميرا جديدا للجماعة السّلفية للدعوة والقتال خلفا لحسان حطاب المدعو (أبو حمزة) الذي إنسحب من الإمارة،
في 11 سبتمبر 2003 وفي الذكرى الثانية لهجمات سبتمبر أعلن نبيل صحراوي عن الولاء لتنظيم القاعدة بزعامة أسامة بن لادن وقد حَمَلَهُ أحد بياناته فقد أصدر بصفته امير "الجماعة السلفية للدعوة والقتال "بيان نصرة" أعلن فيه "للعالم عموماً وللمسلمين خصوصاً ولاءها لكل مسلم يشهد أن لا إله إلا الله وأن محمدا رسول الله ولكل مجاهد رفع راية الجهاد في سبيل الله في فلسطين وأفغانستان بإمارة الملا محمد عمر وتنظيم القاعدة بإمارة الشيخ أسامة بن لادن".

## الجماعة السلفية للدعوة والقتال
في عام 2003, خلف صحراوي حسان حطاب كأمير للجماعة السلفية للدعوة والقتال بعد أن ترك حطاب منصبه بسبب آرائه التي تدعو إلى التشجيع على المصالحة مع الحكومة. وفي أكتوبر من عام 2003, أعطى صحراوي البيعة بصفته أمير الجماعة السلفية للدعوة والقتال لكلٍ من أسامة بن لادن زعيم تنظيم القاعدة وزعيم حركة طالبان الملا عمر.

## مقتله
بقي نبيل صحراوي أميرا على الجماعة السلفية حتّى قُتل في يونيو 2004 الموافق 1425 هـ رفقة أربعة من رفاقه وذلك في كمين للجيش الجزائري في منطقة القصر ببجاية. وأوصى قبل موته بأن تكون الإمارة من بعده لعبد المالك درودكال المدعو (أبو مصعب عبد الودود).
قُتل صحراوي في تبادل لإطلاق النار مع الجيش الجزائري في منطقة القبائل في العشرين من يونيو عام 2004 عن عمر يناهز السابعة والثلاثين. كذلك قُتل أهم معاونيه في اجتياحٍ عسكري.
وتولى إمارة الجماعة السلفية للدعوة والقتال خلفًا لصحراوي أبو مصعب عبد الودود على الرغم من اعتراضات الأمير الأسبق حسان حطاب.